# Sparganothoides silaceana
Sparganothoides silaceana es una especie de lepidóptero del género Sparganothoides, tribu Sparganothini, familia Tortricidae. Fue descrita científicamente por Kruse & Powell en 2009.
La longitud de las alas anteriores es de 9,2 a 9,9 milímetros para los machos y de 9,4 a 10,4 milímetros para las hembras. Se distribuye por Costa Rica.